# Glendalough

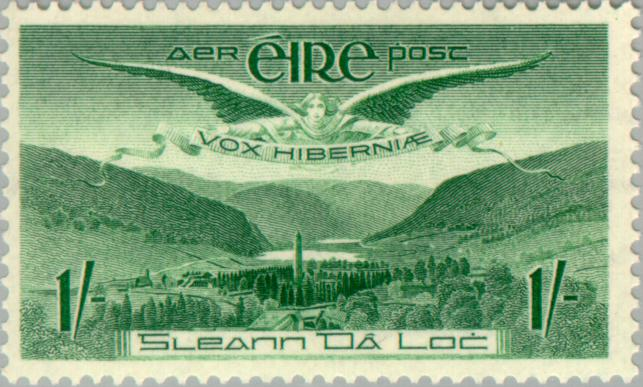
Irlandzki znaczek pocztowy z roku 1949, przedstawiający Gledalough

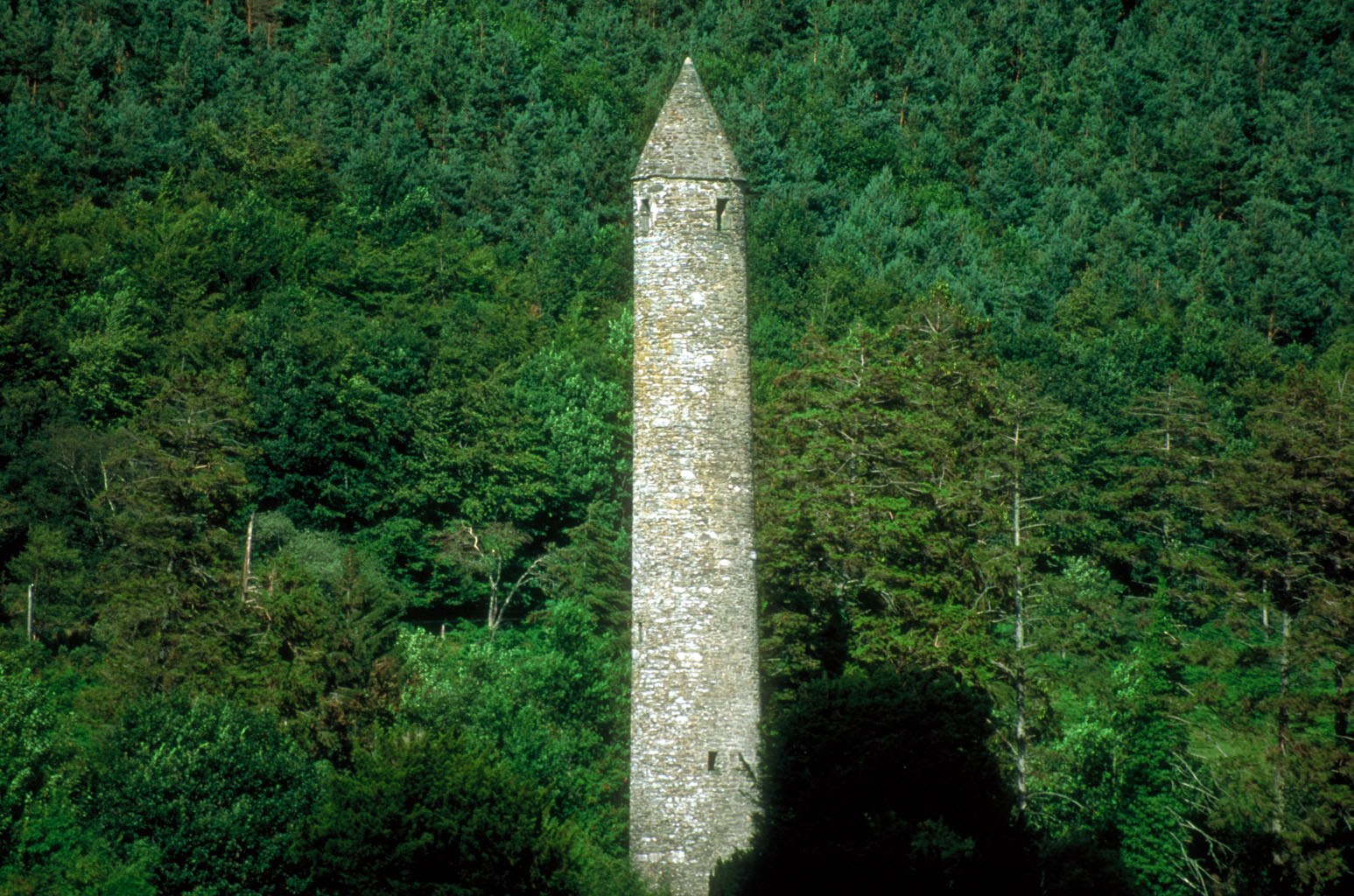
Okrągła wieża, Glendalough

Glendalough (irl. Gleann Dá Loch, dosł. „dolina dwóch jezior”) – dolina położona w górach Wicklow w Irlandii. Także historyczna osada i średniowieczny klasztor o tej samej nazwie.
W 2010 roku sześć wczesnośredniowiecznych klasztorów chrześcijańskich, w tym klasztor w Glandalough, zostało wpisanych na irlandzką listę informacyjną UNESCO – listę obiektów, które Irlandia zamierza rozpatrzyć do zgłoszenia do wpisu na listę światowego dziedzictwa UNESCO.

## Geografia
Polodowcowa dolina położona jest w południowo-wschodniej części gór Wicklow (irl. Sléibhte Chill Mhantáin), w zachodniej części hrabstwa Wicklow. W dolinie położone są dwa jeziora morenowe: Jezioro Dolne (ang. Lower Lake) i Jezioro Górne (ang. Upper Lake).
Rzeka Poulanass, spływająca do doliny od południa, tworzy niewielką deltę, która rozdzielając się tworzy obydwa jeziora.

## Historia Glendalough
Kewin (irl. Caoimhín, pol. dobrze urodzony), potomek jednej z panujących rodzin w prowincji Leinster, uczył się pod nadzorem trzech duchownych. Jego nauczycielami byli: św. Eoghan, Lochan i Eanna. Wraz z grupą mnichów do Glendalough założył klasztor. Zmarł około roku 618. Przez kolejnych sześć wieków klasztor rozwijał się, stając się celem pielgrzymek. Klasztor Glendalough ujęty został w Rocznikach Irlandzkich (ang. Irish Annals), gdzie opisano najazdy na osadę.
W roku 1111, podczas synodu w Rath Breasail, Glendalough uzyskało status diecezji, jednej z dwóch w północnej części Leinster. Znany ze swej świętobliwości i gościnności św. Lorcán Ua Tuathail, znany także jako Wawrzyniec z Dublina, został opatem klasztoru. Nawet po nominacji na arcybiskupa Dublina (irl. Ard-Easpuig Bhaile Átha Cliath), często bywał w Glendalough, aby przebywać w samotni św. Kevina, zwanej „Łożem św. Kewina” (ang. St. Kevin’s Bed) – położonej nad brzegiem Jeziora Górnego jaskini. Wawrzyniec zmarł w roku 1180 w Eu (Normandia).
W roku 1214 diecezje Glandalough i Dublin zostały połączone, a Glendalough straciło swoją pozycję, jako centrum kulturalne. Osada została zniszczona przez najeźdźców angielskich w 1398 roku, ale miejsce to nadal pozostawało celem pielgrzymek wiernych. Glendalough w XVIII i XIX wieku było miejscem hucznych obchodów na cześć św. Kevina, przypadających na dzień 3 czerwca.
Obecne pozostałości klasztoru, to tylko niewielka część pozostała po zespole klasztornych. W czasach swojej świetności, klasztor miał scriptorium, domy gościnne, szpital przyklasztorny, dormitoria (zarówno dla mnichów, jak i pielgrzymów) oraz budynki gospodarcze. Ruiny budynków, które przetrwały do naszych czasów, datowane są na X–XII wiek.

## Obiekty nad Jeziorem Dolnym
Brama – unikatowa w Irlandii, posiadająca anty i dwa granitowe łuki. Prawdopodobnie brama posiadała drewniany dach. Poprzez bramę prowadziła grobla, wiodąca do zabudowań klasztornych.
Wieża (ang. round tower) – typowa dla irlandzkiej architektury średniowiecznej, kamienna okrągła wieża. Wysoka na 32 metry z wejściem na wysokości 3,6 metra od ziemi. Wewnątrz wieży znajdowało się sześć drewnianych pięter, połączonych systemem drabin. Na szczycie znajdują się cztery okna skierowane na cztery strony świata. Pełniła funkcję orientacyjną, dla podróżników, służyła także jako magazyn, a w razie ataków pełniła funkcję refugium.
Katedra – największy z budynków Glendalough, zbudowana w kilku etapach. Z pierwszego okresu pochodzi zachowana do dziś nawa i anty. Do budowy zachodniego wejścia użyto kamieni, pochodzących z rozbiórki wcześniejszego kościoła. Prezbiterium i zakrystia zostały dobudowane w XII w. i na początku XIII wieku. Łuk między nawą a prezbiterium, podobnie jak i okno w części wschodniej były zdobione, jednak wiele elementów nie zachowało się do dziś. W ścianie, pod południowym oknem znajdowało się wgłębienie – szafka do przetrzymywania przyborów do sprawowania obrzędów oraz piscina.
Dom księży – zrekonstruowany przy użyciu oryginalnych kamieni, na podstawie szkicu Berangera z 1779 roku. Budynek jest utrzymany w stylu romańskim z dekorowanym łukiem nad wejściem w części wschodniej. Pierwotna funkcja budynku nie jest znana, jednakże mógł on służyć jako miejsce przechowywania relikwii św. Kevina.
Kościół św. Kevina oraz '„kuchnia”' – kamienny kościół z kamiennym dachem, posiadający jedynie nawę. Wejście znajduje się od strony zachodniej. U zwieńczenia dachu znajduje się niewielkie zaokrąglone okno, które umiejscowione było ponad później dobudowanym (dziś nieistniejącym, podobnie jak zakrystia) prezbiterium. Kościół miał piętro o drewnianej konstrukcji, do którego wejście znajdowało się przy sklepieniu od strony zachodniej. Zachodnia część kościoła miała niewielką okrągłą wieżę z czterema niewielkimi otworami okiennymi.
Kościół św. Kierana – pozostałości prezbiterium i nawy zostały odkryte w 1875 roku. Kościół powstał prawdopodobnie dla upamiętnienia św. Kierana, założyciela klasztoru w Clonmacnoise (irl. Cluain Mhic Nóis, dosł. „łąka synów Nósa”).
St. Mary’s or Our Lady’s Church (Kościół Maryi, Naszej Pani) – jeden z najstarszych kościołów, jednonawowy, z później dobudowanym prezbiterium. Granitowe wejście zachodnie zdobi architraw i masywne nadproże, które wpisane jest w kształt krzyża św. Andrzeja. W części wschodniej znajduje się zaokrąglone okno.
Trinity Church (Kościół Trójcy Świętej) – prosty kościół z nawą i prezbiterium. Wejście od strony zachodniej wiodło do niewielkiego aneksu, służącego zapewne jako zakrystia. W tym miejscu wznosiła się niewielka okrągła wieża, która runęła podczas burzy w 1818 roku. Mniej więcej w tym samym czasie dorobiono dodatkowe wejście do kościoła od strony południowej.
Saviour’s Church – ostatni zbudowany w Glendalough kościół, pochodzący z XII wieku, z nawą i prezbiterium, przebudowanym w latach 70. XIX wieku przy wtórnym użyciu kamieni z wcześniejszych budowli na terenie klasztoru. We wschodniej części znajdowało się przejście do budynków gospodarczych oraz schody do pomieszczenia ponad prezbiterium.

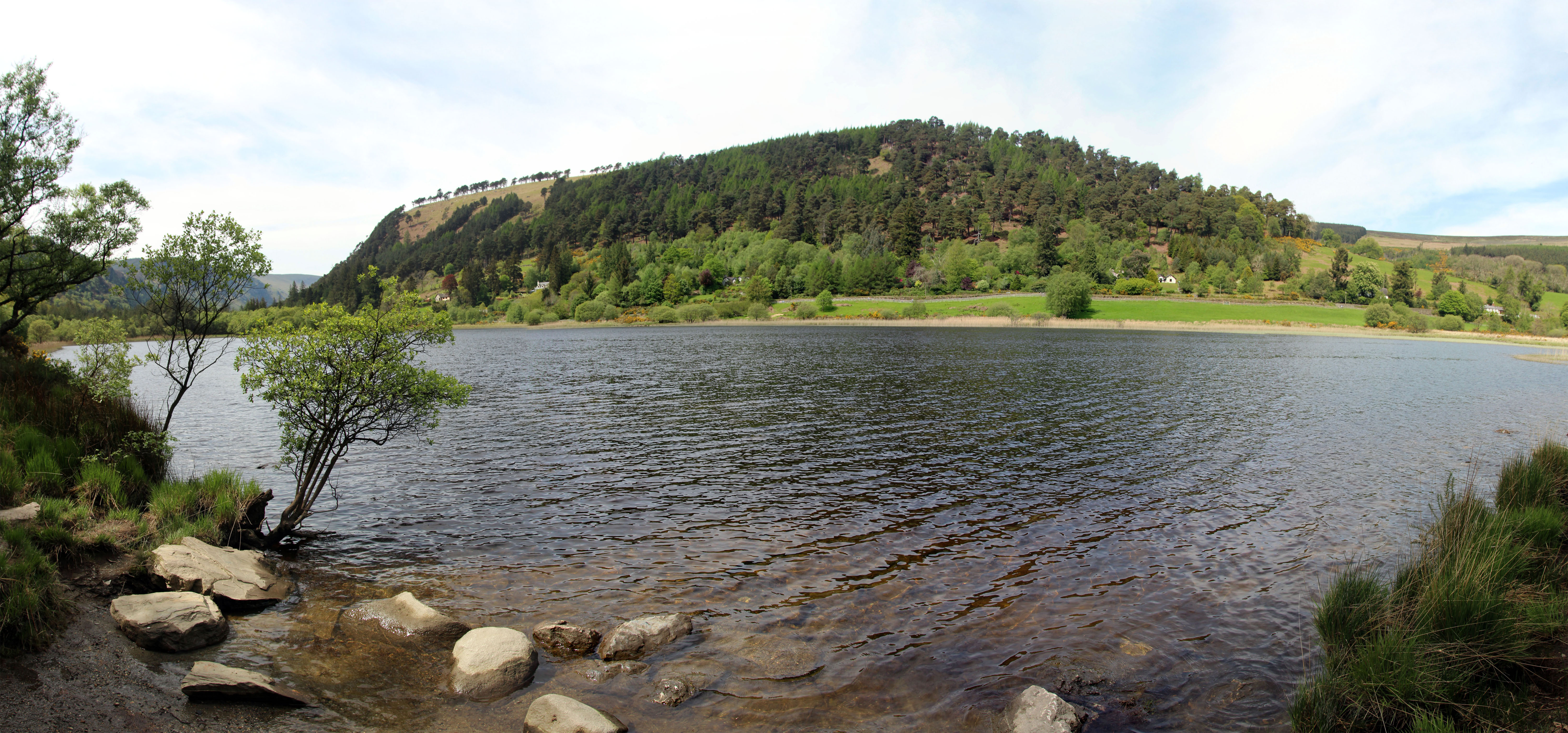
Jezioro Dolne (Lower Lake), Glendalough

## Obiekty nad Jeziorem Górnym

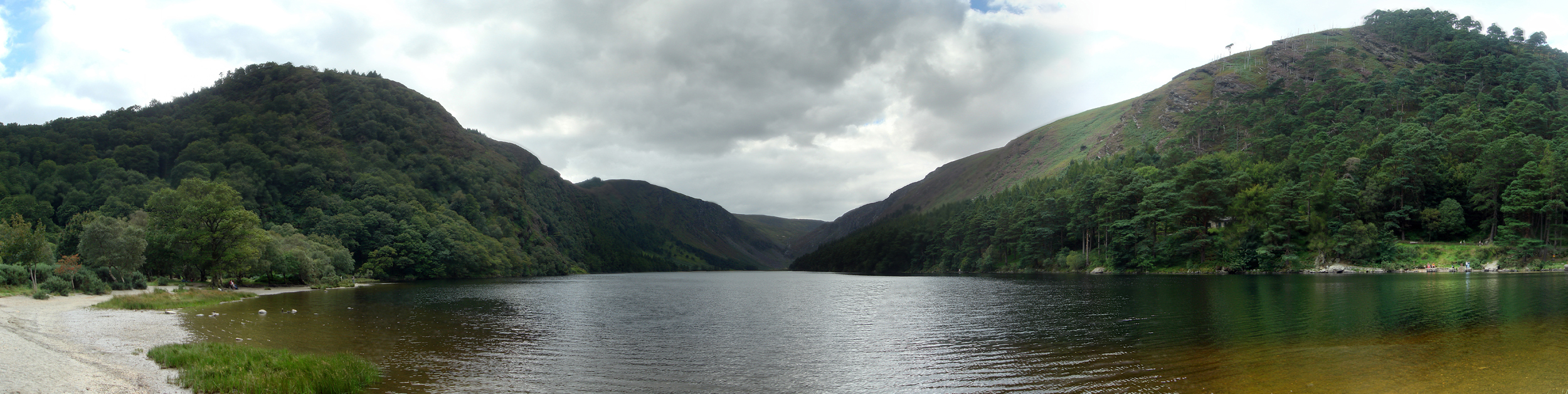
Jezioro Górne (Upper Lake), Glandalough

Reefert Church – kościół położony w niedalekim od klasztoru gaju, wybudowany ok. 1100 roku. Nazwa nawiązuje do Righ Fearta – miejsca pochówku królów. Kościół miał nawę i prezbiterium nakryte płaskim stropem. W kościele umieszczono dwa krzyże: współczesny mu we wschodniej części kościoła oraz krzyż – pozostałość po wcześniejszej budowli w części zachodniej.
Cela św. Kevina – budowla o średnicy 3,6 m i grubości ścian 0,9 m. Kształtem przypominała irlandzkie domy-ule (ang. beehive house). Do dziś przetrwały tylko pozostałości fundamentów tego budynku.
Caher – plac o średnicy ok. 20 m, otoczony niewysokim kamiennym murem. Wokół ustawionych było kilka kamiennych krzyży. Miejsce to było przystankiem dla pielgrzymów.
Temple-na-Skellig (kaplica na wyspie / za wodą) oraz St. Kevin’s Bed (Łoże św. Kevina) – niewielki kościół (przebudowany w XII w.), położony na południowym brzegu Jeziora Górnego (ang. Upper Lake). Na zachód od kościoła znajduje się plac otoczony kamiennym murem, gdzie prawdopodobnie stały chaty dla mnichów. Łoże św. Kevina to naturalna jaskinia, o głębokości na 2 m, służąca za pustelnię, położona 8 m nad poziomem jeziora, częściowo poszerzona. Kompleks ten jest dostępny tylko od strony jeziora, przy pomocy łodzi.
Kopalnia ołowiu i wioska górników – na zachodnim brzegu Jeziora Górnego (ang. Upper Lake) jeszcze do niedawna istniała kopalnia ołowiu. Nad brzegiem jeziora znajdują się ruiny kamiennych chat górników i pomieszczeń użytkowych oraz pozostałości urządzeń używanych do obróbki wykopanego materiału.

## Turystyka i rekreacja
Wokół i poprzez dolinę wytyczonych jest kilka szlaków turystycznych, z których najdłuższy to tzw. Wicklow Way. Szlaki podzielone są ze względu na poziom trudności i dobrze oznakowane dziewięcioma różnymi kolorami. Okolica jest też znana z wypraw wspinaczkowych, organizowanych od 1948 roku m.in. przez Irish Mountaineering Club.